# Макромія сяюча
Макромія сяюча (Macromia splendens) — вид бабок з родини кордуліїд (Corduliidae).

## Опис
Це найбільший європейський кордулід, який може досягати 70 мм завдовжки. Груди металево зелені з жовтими плямами на спині та на чорному тлі на животі.

## Поширення
Ендемік південного заходу Європи. Поширений у Франції, Іспанії та Португалії. Переважним місцем проживання цього виду є струмки з повільною течією.

## Охорона
Macromia splendens охороняється в Європі і занесена до Додатку ІІ Бернської конвенції (охоронна категорія: вид підлягає особливій охороні), а також Директиви Європейського Союзу 92/43/ЄС «Про збереження природних оселищ та видів природної фауни і флори» (Додаток IV. Види рослин і тварин, що становлять особливий інтерес для Європейського Союзу, які потребують суворих заходів охорони).